# Лирика Матоши
Лирика Матоши (алб. Lirika Matoshi; Приштина, 1996) албанска је модна креаторка са Косова и Метохије. Живи и ради у Њујорку, а популарност је стекла преко интернета. Позната је по свом хировитом и женственом дизајну.

## Детињство и младост
Одрасла је у Приштини, а живела је тамо и током рата на Косову и Метохији. Једно је од деветоро деце у албанској породици. Њена старија сестра Теута Матоши је такође модна креаторка. Друга сестра, Саније, такође јој помаже око посла.